# Digitaria herpocladus
Digitaria herpocladus är en gräsart som beskrevs av Pilg.. Digitaria herpocladus ingår i släktet fingerhirser, och familjen gräs. Inga underarter finns listade i Catalogue of Life.